# 샌이그나시오

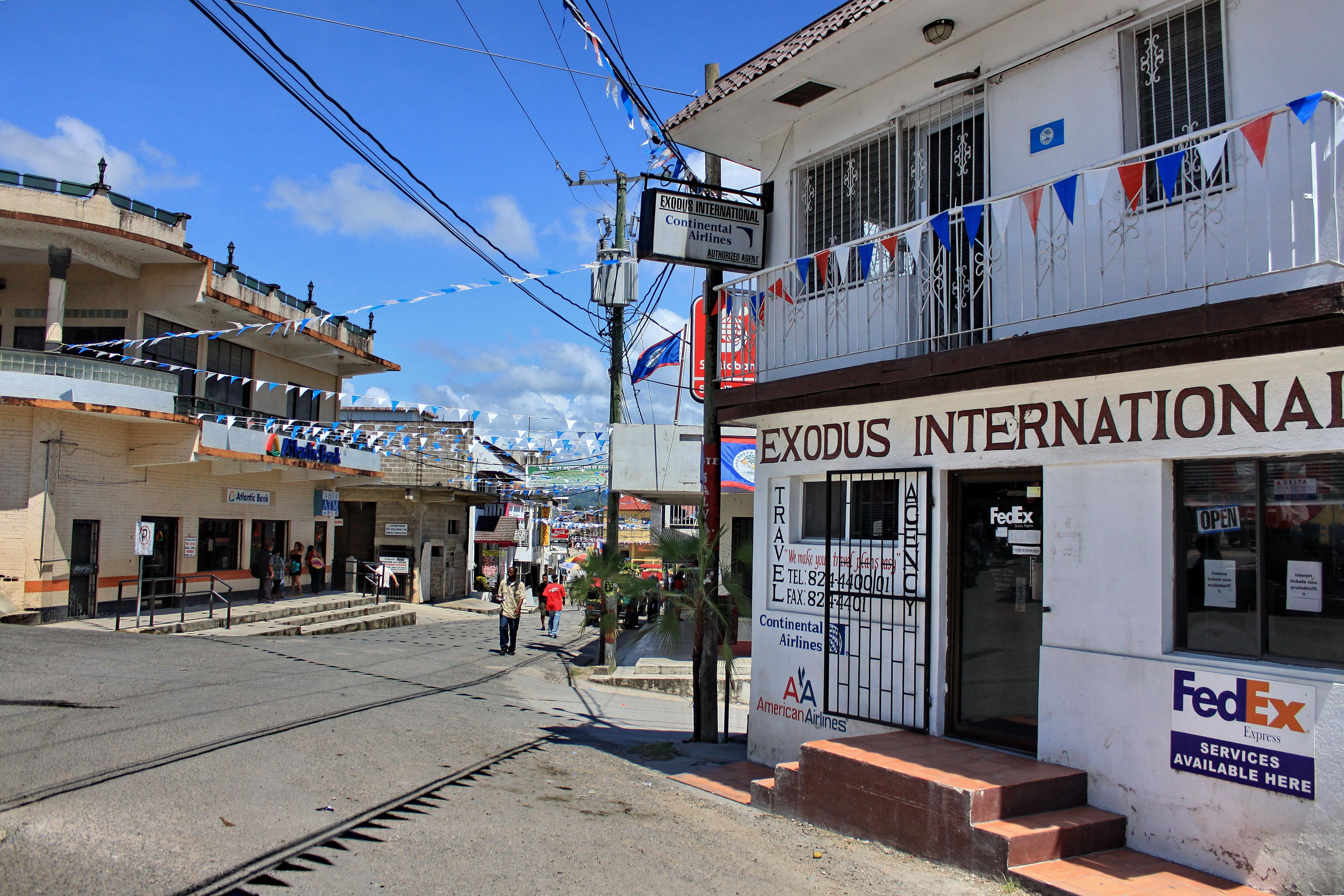
샌이그나시오

샌이그나시오(영어: San Ignacio)는 벨리즈 서부에 위치한 도시로 카요 구의 행정 중심지이며 면적은 6km2, 높이는 76m, 인구는 17,878명(2010년 기준)이다. 벨리즈시티에서 서쪽으로 101km, 벨모판(벨리즈의 수도)에서 서쪽으로 35km 정도 떨어진 곳에 위치한다.